# ロッテルダム爆撃
ロッテルダム爆撃（ロッテルダムばくげき、蘭：Bombardement op Rotterdam）とは、第二次世界大戦中の1940年5月14日、ドイツ空軍がオランダのロッテルダムに対して行った空襲である。

## 経過

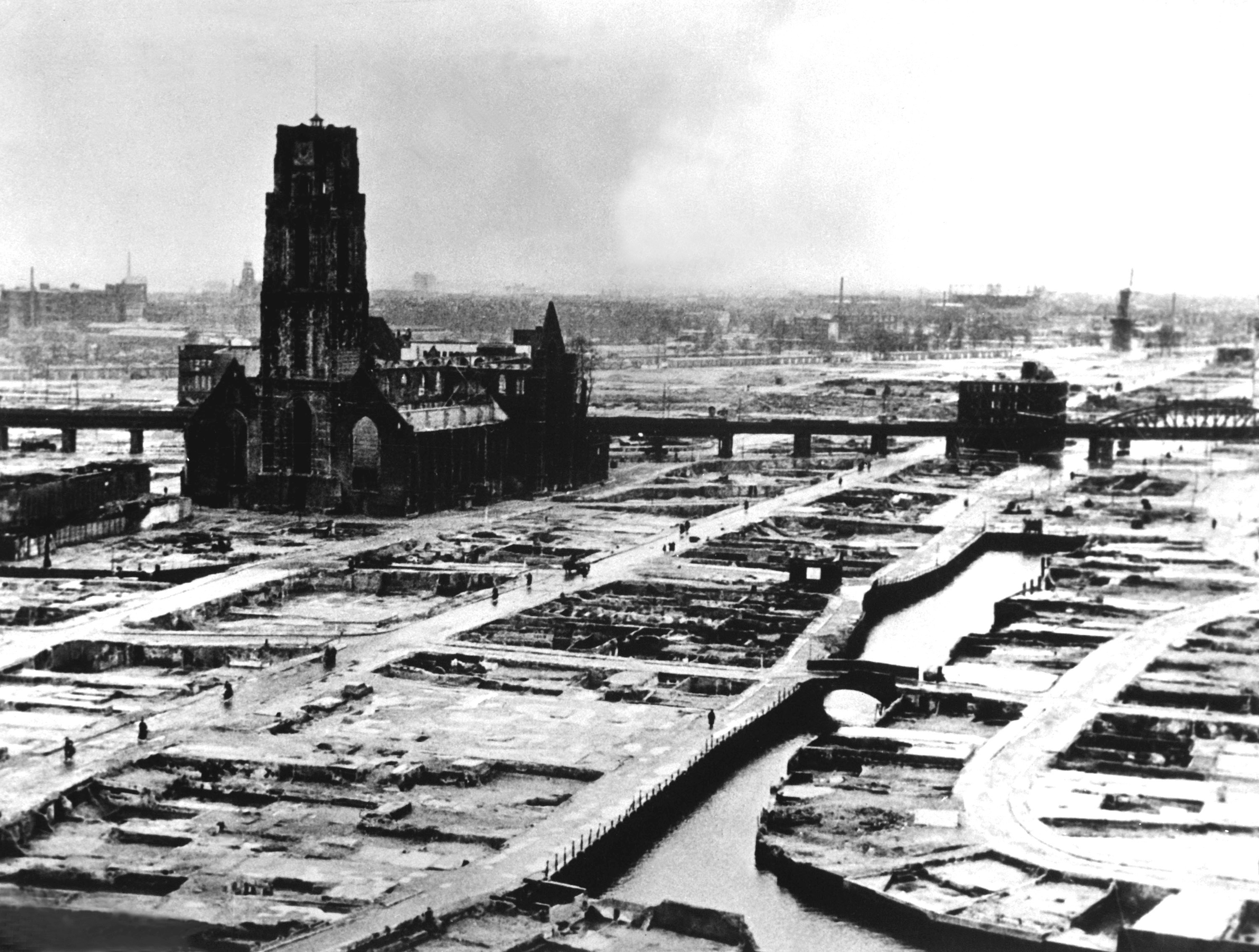
ロッテルダム爆撃（1940年5月14日）

1940年5月10日、ドイツはオランダと開戦した。ドイツ軍にとって、大都市で工業地帯・港湾でもあるロッテルダムは重要な攻略目標となった。ドイツ軍の進撃は素早く、ロッテルダムを流れるニューウェ・マース川のヴィルヘルム橋は、その日のうちにドイツ軍空挺部隊によって占領されてしまった。オランダ軍は橋の奪還や破壊を試みたが、失敗した。
Scharroo大佐の率いるオランダ軍は川の北側に防衛陣を敷いた。その抵抗はドイツ軍の予想よりも手強く、5月14日になってもロッテルダムの攻略は成功しなかった。同日朝、アドルフ・ヒトラーは、部隊指揮官に速やかな占領を求める指示を送った。ドイツ軍のルドルフ・シュミット(de:Rudolf Schmidt)将軍は翌日に総攻撃をかけることにし、その準備と並行して、ロッテルダムに対する都市爆撃を決心した。その任務のため、第54爆撃航空団（KG 54）のHe-111爆撃機が用意された。
シュミット将軍は、オランダ軍守備隊のScharroo大佐に対してドイツ時間13時20分からの都市爆撃を通告して、降伏勧告を行った。オランダ側が拒絶したため、シュミット将軍は期限を16時20分に延期して再度の降伏勧告を行ったが、そのときすでに爆撃隊はロッテルダムに発進していた。ドイツ軍のクルト・シュトゥデント将軍は爆撃隊に作戦延期を無線連絡するとともに、現地の地上部隊からも灯火による信号を送らせたが、爆撃隊の約2/3は当初の予定通りに爆撃を実行してしまった。54機のHe-111により、97tの爆弾が市街地に投下された。

## 結果

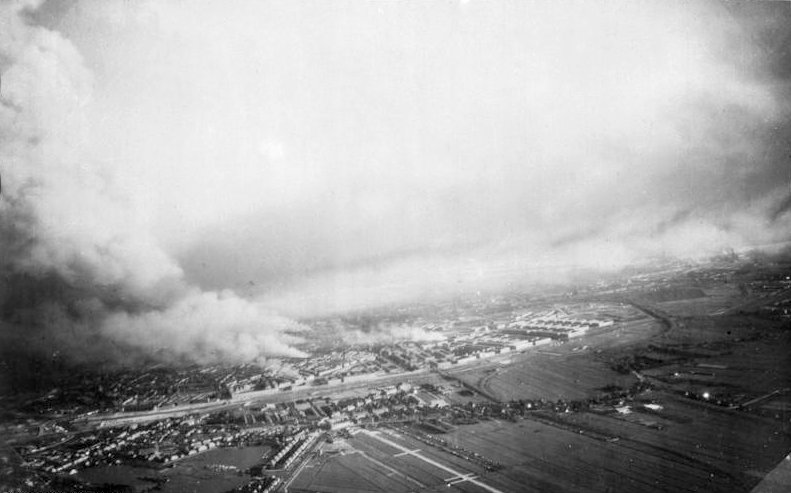
炎上するロッテルダム市街

爆弾の大部分は市の中心部に着弾した。一部は港湾部の植物油タンクに命中して火災を発生させ、市街地への延焼を招いた。その結果、中心部の2.6平方kmが焼け野原になり、家屋24,978戸、24個所の教会、2,320軒の商店、775棟の倉庫、62個所の学校が破壊された。正確な人的被害は不明であるが、800～900人が死亡し、8万人が住居を失ったと推定されている。
ドイツ軍のシュトゥデント将軍は、オランダ軍指揮官に対して弔意を伝えた。
5月14日、ロッテルダムが陥落した当日、オランダはドイツに降伏した。
ロッテルダム爆撃を理由に、イギリス空軍も都市爆撃を開始した。イギリス空軍による最初のドイツ都市の爆撃は、5月15日夜に行われている。